# Bahnhof Bad Freienwalde (Oder)
Der Bahnhof Bad Freienwalde (Oder) ist der Bahnhof der Stadt Bad Freienwalde (Oder) im brandenburgischen Landkreis Märkisch-Oderland. Das Empfangsgebäude und weitere Anlagen stehen unter Denkmalschutz.

## Lage
Der Bahnhof Bad Freienwalde (Oder) liegt am Streckenkilometer 64,4 der Bahnstrecke zwischen Eberswalde und Frankfurt (Oder) und ist Ausgangs- oder Endpunkt zweier Strecken nach Angermünde und Zehden. Der Bahnhof befindet sich im Nordosten der Stadt. Der Stadtkern ist knapp einen Kilometer südlich gelegen. Die angrenzenden Straßen sind die Bahnhofstraße, Am Bahnhof und Bahnwärterhaus. Der Bahnhof Falkenberg (Mark) liegt ungefähr sechs Kilometer weiter nördlich. In Richtung Südosten ist die nächste Station der vier Kilometer entfernte Bahnhof Altranft. Bad Freienwalde liegt auf dem Gebiet des Verkehrsverbundes Berlin-Brandenburg.

## Geschichte
Am 15. Dezember 1866 ging der Streckenabschnitt zwischen Neustadt Eberswalde (heute: Eberswalde Hbf) und Wriezen in Betrieb. Der Bahnhof in Freienwalde verfügt zunächst über eine Wartehalle und das Stellwerk Ntm am Bahnübergang. Zum Neujahrstag 1877 wurden die Strecken von Angermünde nach Freienwalde sowie von Wriezen nach Frankfurt (Oder) für den öffentlichen Verkehr freigegeben. 1887 prüfte das Eisenbahnbetriebsamt Stettin, ob aufgrund höherer Fahrgastzahlen ein Ausbau oder eine Erweiterung der Anlagen notwendig wäre. Nachdem am 5. Februar 1888 der Bau eines schienenfrei zugänglichen Mittelbahnsteiges angekündigt wurde, kam es noch im selben Jahr zum Bau. Der Tunnel, der beide Bahnsteige miteinander verbindet, wurde erst ein halbes Jahr später fertiggestellt.
1888 verfügte der Bahnhof über fünf Gleise. Hinzu kamen Güterschuppen, Rampe, Waage, Bahnhofsgebäude und zwei Beamtenhäuser. Der Güterschuppen entstand zwischen 1889 und 1890. Die Kosten für Tunnel und Güterschuppen betrugen 53.000 Mark. 1894 kam es zu größeren Erweiterungen der Anlagen, dabei wurden Überhol- und Aufstellgleise ergänzt. Die stets steigenden Reisendenzahlen machten eine Erweiterung des Empfangsgebäudes notwendig. 1900 wurde es eingeweiht. Vier Jahre später wurde der Wasserturm erbaut. In den Jahren 1910/13 wurde der Bad Freienwalder Bahnhof nochmals erweitert. Die Arbeiten begannen im Herbst 1910. Die Kosten wurden mit 1,3 Millionen Mark veranschlagt. 1912 wurden das Befehlsstellwerk Fwf (später: B2) und die Wärterstellwerke Fwt und Fst (später: W1 bzw. W3) fertiggestellt, die das bisherige Stellwerk Ntm ersetzten. Es handelte sich um mechanische Stellwerke von Zimmermann & Buchloh. Ein Jahr danach wurden der Ringlokschuppen mit Übernachtungsgebäude und die Drehscheibe in Betrieb genommen. Der Freienwalder Landgraben musste in ein neues Bett verlegt werden, da Platz für den Bau der Betriebswerkstatt und den Rangierbereich mit Ablaufberg benötigt wurde. Mit dem Wechsel zum Sommerfahrplan 1926 wurde der Name der Betriebsstelle geändert. Seitdem heißt sie Bad Freienwalde (Oder). Vorausgegangen war die Anerkennung der Stadt als Moorheilbad.
Nach einigen Verzögerungen ging am 5. Oktober 1930 die Kleinbahnstrecke nach Zehden in Betrieb. Das Gebäude des Kleinbahnhofs befand sich hinter dem Stellwerk Fwt. Für den Endsieg begannen Rüstungsarbeiten auf dem Gelände des Kleinbahnhofs. Nachdem im März 1947 der Oderdamm bei Reitwein gebrochen war, standen Schienen und Tunnel in Bad Freienwalde unter Wasser. Eine 1914 fertiggestellte Bahnhofsbrücke wurde um 1950 durch Funkenflug einer Dampflok in Brand gesetzt. Zunächst folgten nur provisorische Reparaturen. 1969 wurde diese komplett neu gebaut.
Im Auftrag des Reichsbahnamtes Eberswalde wurde im Bahnhof eine Bestandsaufnahme der Anlagen durchgeführt. Der Halbrund- und der dreigleisige Rechteckschuppen waren damals nicht mehr in Betrieb. Drei der ehemals fünf Wassertürme waren 1948 außer Betrieb. Sie hatten ein Fassungsvermögen zwischen 45 und 50 Kubikmeter. Im Lokbahnhof wurde die Bekohlungsanlage abgebaut und wahrscheinlich an ein größeres Betriebswerk übergeben. Zu den 1948 noch funktionsfähigen Anlagen im Bahnhof gehörten eine Entschlackungsanlage mit einer Gleislänge von 28 m, eine starre Drehscheibe der Bauart Vögele, die einen Durchmesser von 20 Metern und eine Tragkraft von 160 Tonnen hatte, eine von der Firma Lehmann 1929 gelieferte Enteisungsanlage. Die handbetriebene Gleiswaage mit einer Tragkraft von 42 Tonnen, ein Brückenkran (Tragkraft 10 t) und ein Drehkran (1 t).
Am 27. Juni 1965 wurde der Personenverkehr auf der Strecke nach Zehden eingestellt. Die Züge fuhren seit Kriegsende nur noch bis Hohenwutzen. Die Aufgabe der Züge übernahmen fortan Busse. Der Güterverkehr wurde erst am 22. Mai 1966 aufgegeben. Im November 1973 wurden das Dach des Empfangsgebäudes und Güterschuppens sowie der Wasserturm beschädigt. Nachdem der Lokschuppen in Bad Freienwalde lange leer stand, eröffnete das Oberbauwerk Eberswalde (Obw) am 1. September 1976 dort eine Gleisbaumaschinenstation (Gbs), in der andere Maschinen gewartet und repariert wurden. Ab 1977 wurden die Gleisanlagen im Südostteil des Bahnhofs erheblich erweitert. Im Mai 1978 gingen schon die neuen Gleise 2, 4, 14, 15 und 16 sowie die Lichtsignalbrücke am Stellwerk W3 in Betrieb. Zeitgleich wurde in Bad Freienwalde die Bahnsteigsperre endgültig abgeschafft und die Fahrkarten nur noch vom Zugpersonal kontrolliert. 1980 wurde eine Dieseltankanlage mit einem Fassungsvermögen von 60 Kubikmetern errichtet, die Tankfahrten nach Eberswalde konnten somit entfallen. Zur Reparatur schadhafter Güterwagen richtete das Bahnbetriebswagenwerk Prenzlau im Mai 1982 eine Wagenausbesserungsanlage ein. 1993 wurde der Schrankenposten geschlossen. Von nun an übernahm Stellwerk W1 diese Aufgabe. 1984 wurden Ausziehgleise am ehemaligen Kleinbahnhof erneuert. Verstärkte Kontrollen durch Wagenmeister waren notwendig, da zunehmend von Kunden offene Güterwagen mit beschädigten Wagenböden zurückgegeben wurden. Um Mängel an den Wagen schon frühzeitig zu erkennen, wurden einige Spiegel an Ablaufbergen angebracht.
Im Oktober 1989 wurde aufgrund des schlechten Zustandes der große Wasserbehälter im Wasserturm stillgelegt und demontiert. 1990 war der Abriss des Wasserturms geplant. Jedoch wurde er auf die Denkmalliste gesetzt. Bis Mai 1991 dauerten die Rekonstruktionsarbeiten an.
Am 9. Mai 1991 fand in Bad Freienwalde ein Bahnhofsfest statt, das die Deutsche Reichsbahn und umliegende Vereine organisierten. Einige Fahrzeuge wurden dort ausgestellt und vier Sonderzüge fuhren den Bahnhof an. Es handelte sich um die Dampflokomotiven 52 8006-0 aus Eberswalde, 50 3527-4 aus Waren (Müritz), 52 8075-5 aus Berlin und VT 137 aus Stralsund. Am 28. Mai 1992 fand noch ein weiteres solches Fest statt, das ebenso sehr gut angenommen wurde. Unter Beteiligung der Deutschen Bahn AG fand das letzte große Bahnhofsfest in Bad Freienwalde am 1. Mai 2001 statt. Aufgrund der umfangreichen Rückbauten in den Jahren 2001 bis 2003 waren für eine Aufstellung der Lokomotiven die Voraussetzungen nicht mehr gegeben. Bis 2008 fanden weiterhin kleinere von der Stadt organisierte Feste auf dem Bahnhofsvorplatz statt.

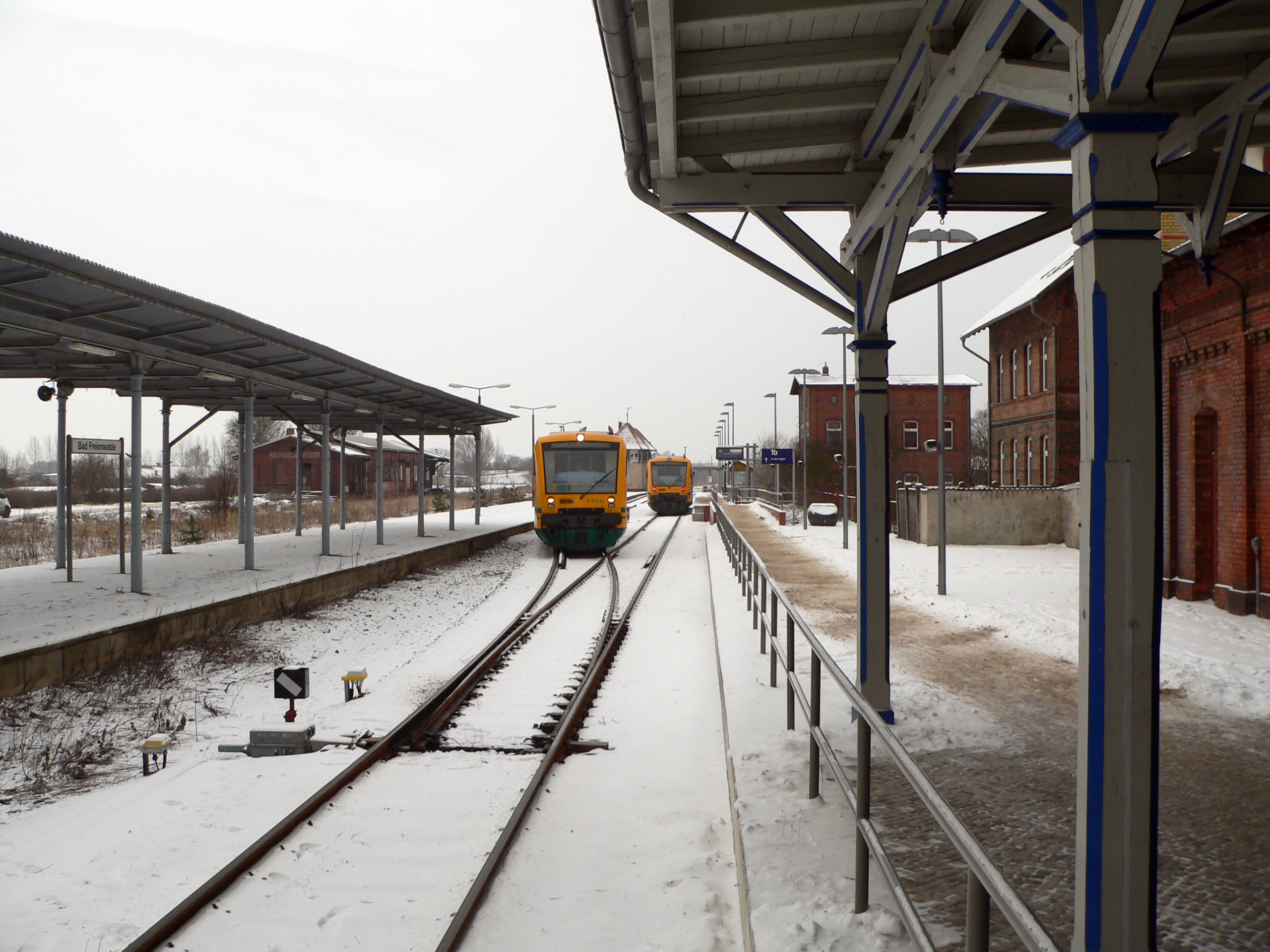
Begegnung zweier Triebwagen der ODEG, 2009

Am 13. Januar 1992 wurde der Wagenmeisterposten aufgelöst. Die Tankanlage für die Rangierlok wurde im Mai 1993 stillgelegt und abgetragen. Am 23. Mai 1993 wurde ein Fahrradverleih am Bahnhof eingerichtet. Seit Mai 1994 gibt es keine örtliche Aufsicht am Mittelbahnsteig mehr. Zum 31. Dezember 1994 wurde die im Lokschuppen ansässige Gleisbaumaschinenstation aufgelöst. Im ehemaligen Kleinbahnhof wurde die Drehscheibe am 13. März 1997 zerlegt. Die Umbauarbeiten am Bahnhofsvorplatz waren im Mai 1998 abgeschlossen.
Die 1877 errichtete Bahnstrecke Angermünde–Bad Freienwalde wurde 1997 stillgelegt.

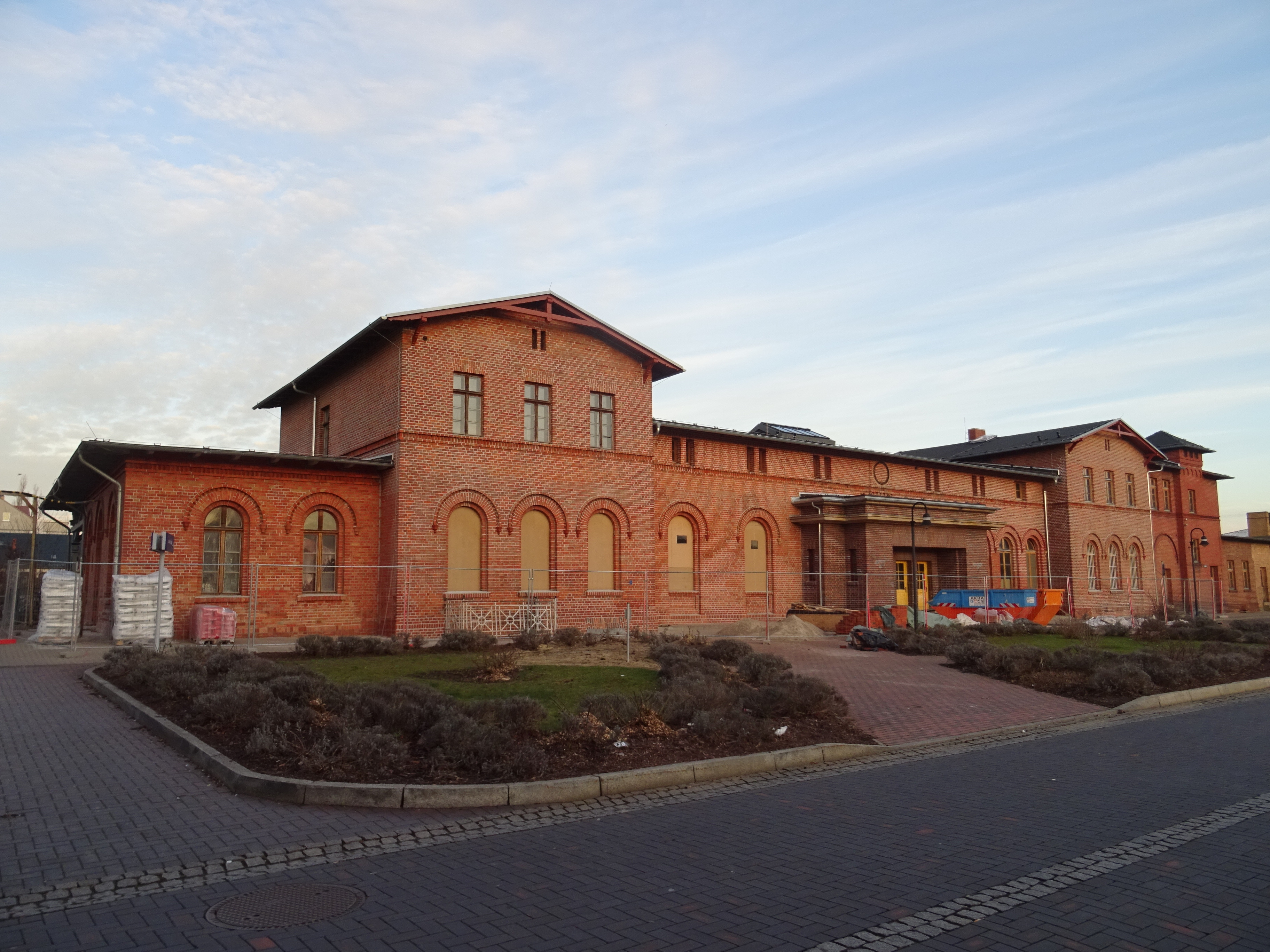
Weitgehend saniertes Empfangsgebäude, Januar 2020

2001 begannen die großen Rückbauarbeiten. Mehrere Gleise und Formhauptsignale wurden abgebaut. Der Bahnsteig 1 wurde umgebaut. Von März bis April 2003 wurden die verbliebenen H/V-Formsignale auf Hl-Signale umgerüstet. Die Weichen, die für die Verbindung zu den Bahnsteiggleisen 2 und 3 sorgten, wurden entfernt. Seitdem finden die Zugfahrten nur noch an dem Hausbahnsteig statt. Eine weitere Weiche wurde dort eingebaut, die eine Verbindung zu zwei weiteren Gleisen herstellte. Der eine noch verbliebene Bahnsteig ist unterteilt in die Teilabschnitte 1a und 1b. Nach den Umbauarbeiten trat am 14. April 2003 die Bahnhofsfahrordnung in Kraft. Der Zug aus Eberswalde fuhr immer zuerst ein und hält am Bahnsteig 1b. Danach kam der Zug aus Wriezen, durchfuhr Gleis 2 und hielt am Bahnsteig 1a.
Ende 2014 wurde der Fahrplan geändert, die Zugkreuzungen wurden von Bad Freienwalde nach Niederfinow bzw. Wriezen verlegt.
Der Lokschuppen brannte in der Nacht zum 10. November 2011 fast völlig ab.
Im Jahr 2019 begann die Sanierung des mehrere Jahre leerstehenden Bahnhofsgebäudes.

### Dienststellen
Am 1. Januar 1926 gab es in Freienwalde fünf selbstständige Dienststellen der Deutschen Reichsbahn-Gesellschaft. Diese waren:
- Bahnhof Freienwalde (Oder)
- Bahnhofskasse Freienwalde (Oder)
- Bahnmeisterei Freienwalde (Oder)
- Betriebswerk Freienwalde (Oder)
- Güterabfertigung Freienwalde (Oder)

### Bahnhof Bad Freienwalde als Filmkulisse
Von 1987 bis 1996 diente der Bahnhof Bad Freienwalde in insgesamt fünf Filmen als Filmkulisse:
| Datum            | Film                                    | im Film zu sehende Lokomotiven |
| ---------------- | --------------------------------------- | ------------------------------ |
| 1. Oktober 1987  | Wie ein Vogel im Schwarm                |                                |
| Oktober 1991     | Die Tigerin                             | 74 1230 und 86 333             |
| Februar 1992     | Krücke                                  | 52 6666                        |
| 1. August 1993   | Menschenfresser                         | 52 xxxx                        |
| 28. Oktober 1996 | Musikvideo der Band Scooter Break It Up | 03 001                         |

## Anlagen

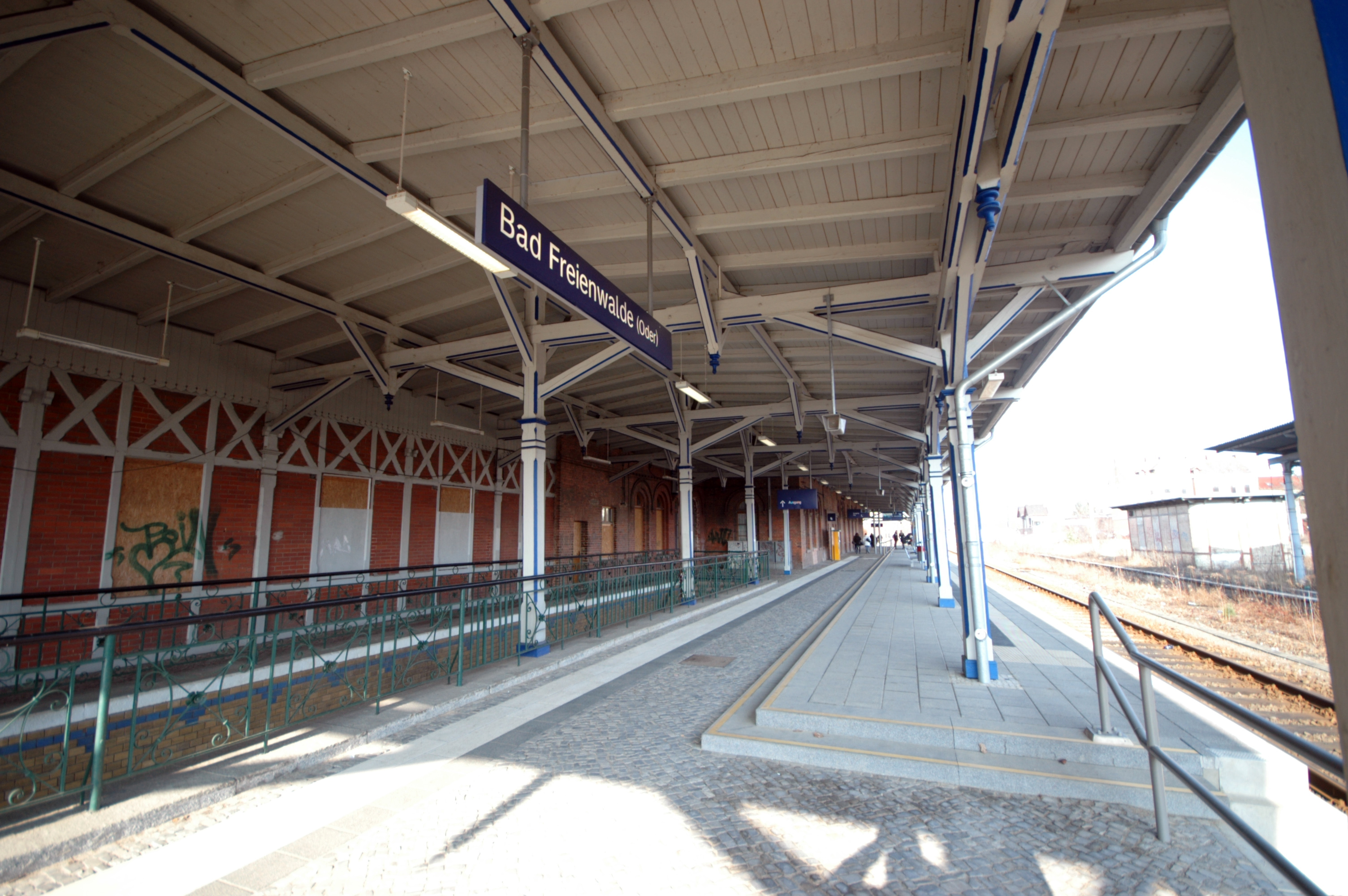
Hausbahnsteig mit Überdachung, 2011

### Bahnsteige und Gleise
Heute verfügt der Bahnhof über zwei Bahnsteige. Diese befinden sich jedoch an einem Gleis und liegen etwa 100 Meter auseinander. Die Bahnsteige sind je 70 Meter lang. 1a hat eine Höhe von 55 Zentimeter, 1b von 76 Zentimeter. Die Bahnsteigüberdachung wurde um 1900 errichtet und steht unter Denkmalschutz.

### Empfangsgebäude
Beim Empfangsgebäude handelt es sich um einen roten Ziegelbau, der um 1900 errichtet wurde. 1910 wurde es erweitert. 1934 folgte ein weiterer Umbau. Eine Bahnhofsgaststätte wurde 1910 eröffnet.

### Stellwerke

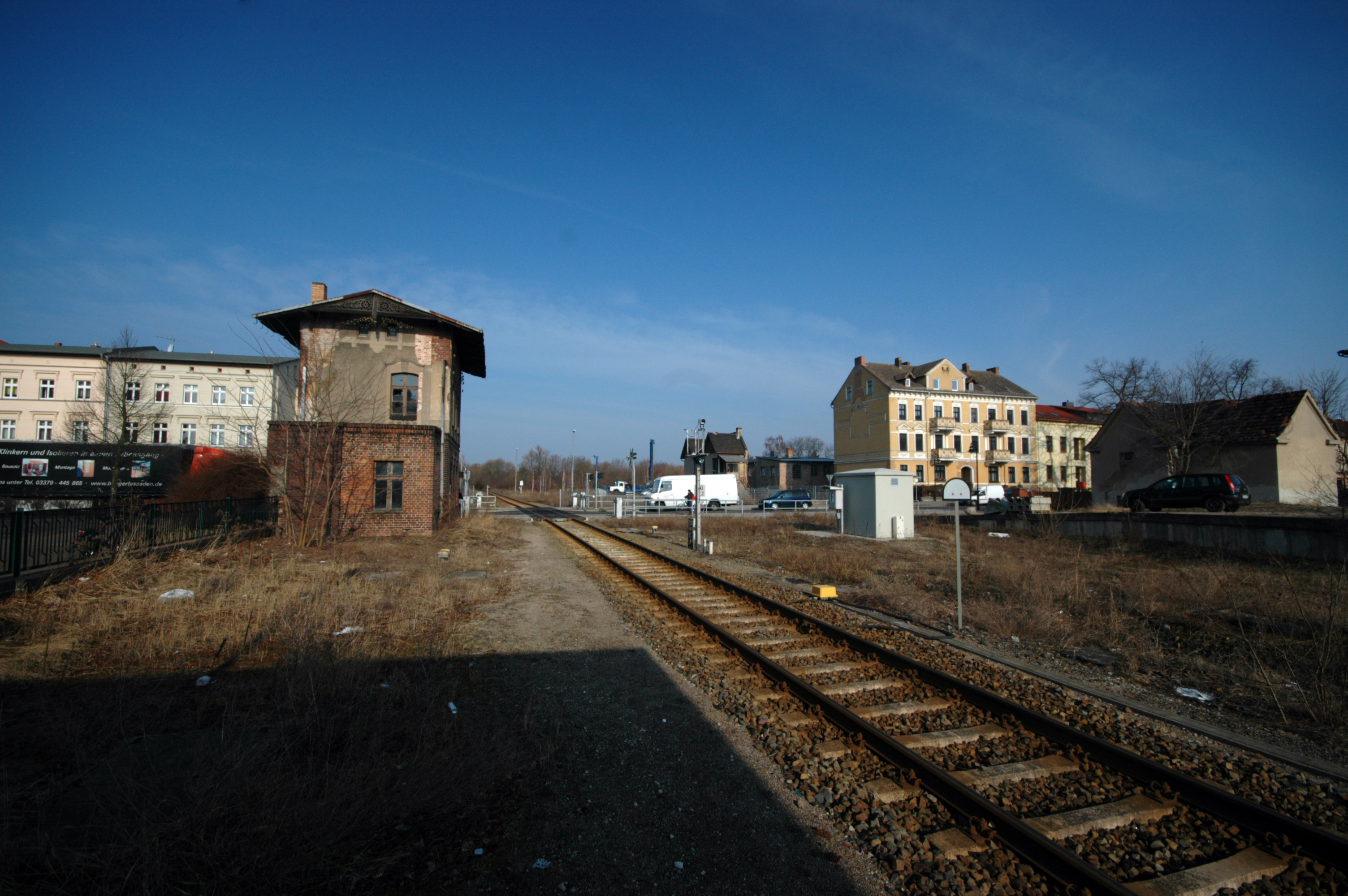
Ehemaliges Stellwerk Nwt an der Ausfahrt nach Eberswalde, 2011

Das erste Stellwerk Nwt wurde 1912 durch drei mechanische Stellwerke der Bauart Zimmermann & Buchloh ersetzt, über die die einzelnen Weichen und Signale ferngestellt werden konnten. Das Befehlsstellwerk Fwf (Freienwalde Fahrdienstleiter, später B2) ging am Südende des Mittelbahnsteigs 2/3 in Betrieb. Das Wärterstellwerk Fwt (Freienwalde Westturm, später B1) befand sich an der Ausfahrt nach Eberswalde beziehungsweise Angermünde, das zweite Wärterstellwerk Fst (Freienwalde Südturm) stand an der Ausfahrt nach Wriezen. Im April 2003 ersetzte die DB Netz die mechanische Stellwerkstechnik durch ein Relaisstellwerk der Bauart GS II DR. Die Bedienung erfolgt über einen Stelltisch im Stellwerk B2, die Wärterstellwerke W1 und W3 gingen außer Betrieb.

### Weitere Anlagen

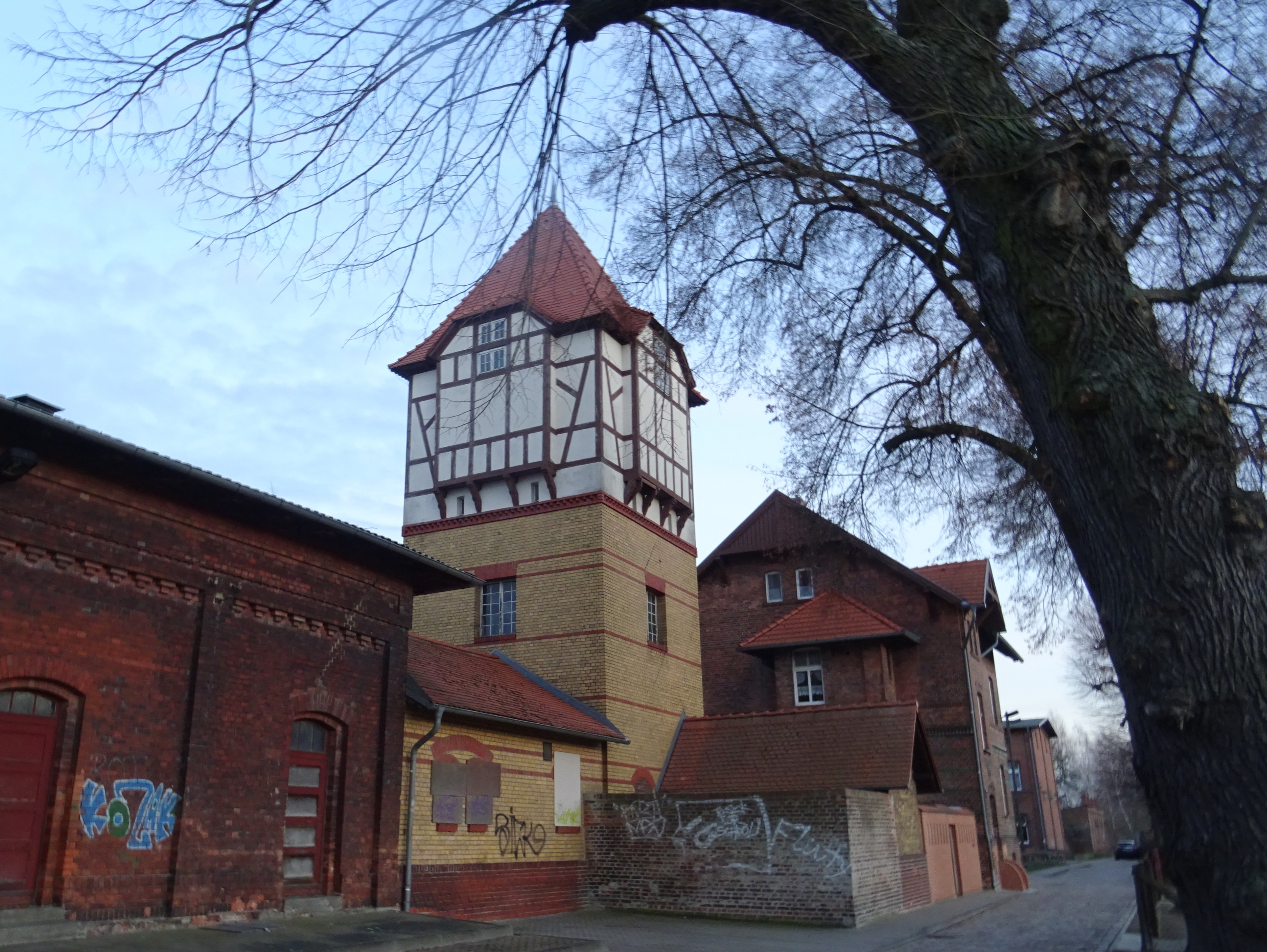
Denkmalgeschützte Gebäude: Wasserturm, Nebengebäude, Wohnhäuser

Das Empfangsgebäude und folgende weitere Anlagen stehen unter dem Denkmalschutz:
In Bad Freienwalde befinden sich zwei ehemalige Beamtenwohnhäuser. Eines davon liegt rechts vom Empfangsgebäude und wurde um 1870 errichtet. Das andere, das östlich des Wasserturms liegt, entstand erst um 1900. An eines der beiden schließt ein Toilettenhäuschen an. Wirtschaftsgebäude, Stall und Werkstattgebäude befinden sich schräg gegenüber vom Wasserturm. Diese Anlagen sind auf die Jahre um 1900 zurückzuführen. Am östlichen Ende der gesamten Anlage steht das Stellwerk. Der ehemalige Güterschuppen liegt am nordöstlichen Ende und entstand schon etwa 1890. Der freistehende Wasserturm wurde 1904 errichtet. Das als Eisenskelettbau erbaute Bahnhofsdienstgebäude wurde erst um 1930 eröffnet.

## Anbindung

### Regionalzugverkehr
Der Bahnhof wird im Stundentakt von der Regionalbahnlinie RB 60 bedient, die seit Dezember 2014 die Niederbarnimer Eisenbahn betreibt. Davor wurde sie von der Ostdeutschen Eisenbahn als OE 60 betrieben.
| Linie                    | Linienverlauf | Takt (min) | EVU                      |
| ------------------------ | --- | ---------- | ------------------------ |
| RB 60                    | Eberswalde Hbf – Niederfinow – Falkenberg (Mark) – Bad Freienwalde – Altranft – Wriezen – Neutrebbin – Letschin – Werbig – Seelow (Mark) – Frankfurt (Oder) | 60         | Niederbarnimer Eisenbahn |
| Stand: 15. Dezember 2024 | |            |                          |

### Busverkehr
Mehrere Buslinien der Barnimer Busgesellschaft und Märkisch-Oderland Bus halten und enden am Bahnhof Bad Freienwalde. Dabei sind die meisten Linien nur für den Schülertransport da. Seit Dezember 2019 verkehrt die neu eingeführte Linie 889 als PlusBus, mit einem Stundentakt vom Montag bis Freitag sowie einem Zwei-Stunden-Takt am Wochenende.
| Linie | Verlauf                                                                    | Betreiber | Takt               |
| ----- | -------------------------------------------------------------------------- | --------- | ------------------ |
| 873   | Bad Freienwalde – Schiffmühle – Altglietzen – Hohenwutzen – Hohensaaten    | BBG       | 60'/120'           |
| 874   | Bad Freienwalde – Neuenhagen (Frw.) – Bralitz – Oderberg (– Lunow)         | BBG       | 60'/120'           |
| 875   | Bad Freienwalde – Altranft (– Zäckericker Loose) – Altreetz – Wriezen      | BBG       | Einzelfahrten      |
| 877   | Bahnhof – Scheunenberg – Waldstadt – Moorbad Stadtbus Bad Freienwalde      | BBG       | 60'/120'           |
| 878   | Bad Freienwalde – Falkenberg (Mark) – Heckelberg – Werneuchen              | BBG       | Einzelfahrten      |
| 879   | Bad Freienwalde – Zäckericker Loose – Altreetz – Wriezen Oderbus           | BBG       | Einzelfahrten (Sa) |
| 881   | Bad Freienwalde – Hohenfinow – Falkenberg (Mark) – Bad Freienwalde         | BBG       | Einzelfahrten      |
| 882   | Bad Freienwalde – Leuenberg – Heckelberg – Tiefensee – Werneuchen          | BBG       | Einzelfahrten      |
| 883   | Bad Freienwalde – Falkenberg (Mark) – Hohenfinow – Eberswalde              | BBG       | Einzelfahrten      |
| 885   | Bad Freienwalde – Altranft – Wriezen – Lüdersdorf – Harnekop – Prötzel     | BBG       | Einzelfahrten      |
| 886   | Bad Freienwalde – Altranft – Wriezen                                       | BBG       | 60'/120'           |
| 887   | Bad Freienwalde – Wölsickendorf – Leuenberg – Tiefensee – Werneuchen       | BBG       | 60'/120'           |
| 889   | Bad Freienwalde – Altranft – Wriezen – Schulzendorf – Prötzel – Strausberg | BBG/mobus | 60' (WE 120')      |
| 958   | Bad Freienwalde – Altranft – Wriezen – Neuhardenberg – Platkow – Seelow    | mobus     | Einzelfahrten      |

BBG = Barnimer Busgesellschaft; mobus = Märkisch-Oderland Bus